# Seznam muzejev na Hrvaškem
Seznam muzejev na Hrvaškem.
- Arheološki muzej Istre
- Arheološki muzej Osijek
- Arheološki muzej Split
- Arheološki muzej v Zagrebu
- Arheološki muzej Zadar
- Creški muzej
- Dubrovniški muzeji (Dubrovnik)
- Dvorac Trakoščan
- Etnografska zbirka Rusov in Ukrajincev Hrvatske
- Etnografska zbirka Sv. Ivan Žabno
- Etnografski muzej Buje
- Etnografski muzej Istre, Pazin
- Etnografski muzej Split
- Etnografski muzej Zagreb
- Fundacija Ivana Meštrovića
- Mestni muzej Bakar
- Mestni muzej Bjelovar
- Mestni muzej Čazma
- Mestni muzej Drniš
- Mestni muzej Jastrebarsko
- Mestni muzej Karlovec
- Mestni muzej Korčula
- Mestni muzej Križevci
- Mestni muzej Makarska
- Mestni muzej Nova Gradiška
- Mestni muzej Omiš
- Mestni muzej Požega
- Mestni muzej Senj
- Mestni muzej Sisak
- Mestni muzej Varaždin
- Mestni muzej Vinkovci
- Mestni muzej Virovitica
- Mestni muzej Vukovar
- Hrvaški muzej arhitekture HAZU
- Hrvaški muzej naivne umjetnosti
- Hrvaški pomorski muzej Split
- Hrvaški zgodovinski muzej
- Memorialni muzej Ivan Goran Kovačić
- Hrvaški naravoslovni muzej
- Hrvaški šolski muzej
- Hrvaški športni muzej
- Hrvaški železniški muzej
- HT muzej
- Muzej Mimara
- Kninski muzej
- Lošinjski muzej
- Lovski muzej Hrvaške lovske zveze
- Muzej Belišće
- Muzej Matija Skurjeni
- Muzej Brdovec
- Muzej Brodskega Posavlja
- Muzej Cetinske krajine
- Muzej Đakovštine
- Muzej Gacke Otočac
- Muzej Gallerion Novigrad
- muzej Lapidarium (Lapidarij), Novigrad
- Muzej mesta Iloka
- Muzej mesta Kaštela
- Muzej mesta Koprivnice
- Muzej mesta Krapine
- Muzej mesta Pakraca
- Muzej mesta Pazina
- Muzej mesta Rijeke
- Muzej mesta Splita
- Muzej mesta Šibenika
- Muzej mesta Trogira
- Muzej mesta Umaga - Museo civico di Umago
- Muzej mesta Zagreba
- Muzej hrvaških arheoloških spomenikov
- Muzej hvarske baštine
- Muzej Like
- Muzej Ljudevita Gaja
- Muzej Marton
- Muzej Međimurja Čakovec
- Muzej moderne in sodobne umetnosti
- Muzej Moslavine
- Muzej Narona
- Muzej ninskih starin
- Muzej otoka Brača
- Muzej Petra Preradovića
- Muzej pokreta Arhivirano 2011-12-05 na Wayback Machine.
- Muzej prehrane Podravka
- Muzej Prigorja -
- Muzej Psihiatrične bolnice Vrapče
- Muzej Slavonije
- Muzej sodobne umetnosti Zagreb
- Muzej Sveti Ivan Zelina
- Muzej triljskog kraja
- Muzej Turopolja
- Muzej Valpovštine - Valpovo
- Muzej za umetnost in obrt Zagreb
- Muzeji Hrvaškega zagorja
- Muzejska zbirka Bribir
- Muzejski dokumentacijski centar
- Muzejsko-memorialni centar Dražen Petrović
- Narodni muzej in galerija Novi Vinodolski
- Narodni muzej Labin
- Narodni muzej Zadar
- Mestni muzej Daruvar
- Pomorski in zgodovinski muzej Hrvaškega primorja Reka
- Pomorski muzej Orebić
- Zgodovinski muzej Istre - Museo storico dell' Istria
- Naravoslovni muzej in zoološki vrt mesta Splita
- Naravoslovni muzej Reka
- Ribarska zbirka - Komiža
- Ribarski muzej Vrboska
- Samoborski muzej
- Tehnični muzej Zagreb
- Tiflološki muzej
- Vinogradniški muzej Pitve
- Vojni muzej MORH-a
- Zoološki muzej Baranje - Kopačevo